# Железьники (Мазовецьке воєводство)
Железьники (пол. Żeleźniki) — село в Польщі, у гміні Медзна Венґровського повіту Мазовецького воєводства.
Населення — 539 осіб (2011).
У 1975-1998 роках село належало до Седлецького воєводства.

## Демографія
Демографічна структура станом на 31 березня 2011 року:
|          | Загалом | Допрацездатний вік | Працездатний вік | Постпрацездатний вік |
| -------- | ------- | ------------------ | ---------------- | -------------------- |
| Чоловіки | 269     | 62                 | 162              | 45                   |
| Жінки    | 270     | 58                 | 153              | 59                   |
| Разом    | 539     | 120                | 315              | 104                  |